# Giuseppe Enrici
Giuseppe Enrici (Pittsburgh, Estats Units, 2 de gener de 1898 - Niça, França, 1 de setembre de 1968) va ser un ciclista italià que fou professional entre 1921 i 1928. El seu major èxit esportiu fou la victòria al Giro d'Itàlia de 1924. Anteriorment havia participat en el Giro de 1922 i 1923 com a gregari de Giovanni Brunero, acabant 3r i 6è, respectivament, en la classificació general.

## Palmarès
- 1923
  - 1r a la Copa Cavacciocchi
  - 1r al Giro de Sestriere
  - 1r al Giro del Penice
- 1924
  -  1r al Giro d'Itàlia i vencedor de 2 etapes
- 1928
  - Vencedor de 2 etapes al Tour del Sud-Est

### Resultats al Giro d'Itàlia
- 1922. 3r de la classificació general
- 1923. 6è de la classificació general
- 1924.  1r de la classificació general. Vencedor de 2 etapes
- 1924. Abandona
- 1926. 5è de la classificació general
- 1927. Abandona
- 1928. 13è de la classificació general

### Resultats al Tour de França
- 1924. Abandona (4a etapa)
- 1925. Abandona (11a etapa)